# Hirakud
Hirakud es una ciudad y comité de área notificada situada en el distrito de Sambalpur en el estado de Odisha (India). Su población es de 30207 habitantes (2011). Se encuentra a orillas del río Mahanadi a 271 km de Bhubaneswar y a 12 km de Sambalpur.

## Demografía
Según el censo de 2011 la población de Hirakud era de 30207 habitantes, de los cuales 15698 eran hombres y 14509 eran mujeres. Hirakud tiene una tasa media de alfabetización del 84%, superior a la media estatal del 72,87%: la alfabetización masculina es del 90,39%, y la alfabetización femenina del 77,11%.